# Brachymeria rufescens
Brachymeria rufescens är en stekelart som först beskrevs av Cameron 1906.  Brachymeria rufescens ingår i släktet Brachymeria och familjen bredlårsteklar. Inga underarter finns listade.